# Nicolás Ramírez (Fußballspieler, 1997)
Nicolás Enrique Ramírez Aguilera (* 1. Mai 1997 in Santiago) ist ein chilenischer Fußballspieler auf der Position eines Innenverteidigers.

## Karriere

### Verein
Nicolás Ramírez begann seine Karriere in der Jugend des Universidad de Chile und debütierte im Juli 2014 in der Profimannschaft, als er in der Copa Chile für José Manuel Rojas eingewechselt wurde. Dennoch blieb er vorerst in der Jugendmannschaft und unterschrieb im Januar 2016 seinen ersten Profivertrag. Mit der Verpflichtung des Trainers Ángel Guillermo Hoyos 2017 wurde ihm wenig Einsatzzeit vorhergesagt, woraufhin er Mitte 2017 per Leihe zu Deportes Temuco wechselte. Mit Temuco erreichte er die Copa Sudamericana 2018, stieg aber am Ende Saison in die Primera B ab. Im Februar 2019 wurde er an den CD Huachipato verliehen, der Ramírez nach der Leihe fest verpflichtete. Im April 2022 erlitt er nach einem Foul des Argentiniers Adrián Sánchez einen Bruch seines Beines, der ihn zu einer neunmonatigen Pause zwang. In der Saison 2023 wurde er mit Huachipato chilenischer Meister.
Nach Ablauf seines Vertrages Ende 2023 konnte er sich weder mit Universidad de Chile, Universidad Católica noch mit dem argentinischen Verein Atlético Tucumán einigen. Stattdessen wechselte Ramírez im März 2024 zum ecuadorianischen Verein Barcelona Sporting Club. Nach einem Jahr kam es zur Rückkehr zu seinem Jugend- und Debütklub Universidad de Chile.

### Nationalmannschaft
Ramírez nahm 2017 mit der U20-Nationalmannschaft unter Trainer Héctor Robles an der Südamerikameisterschaft teil, bei der Chile als Gruppenletzter ausschied. Zuvor hatte er sich mit dem Team bei der Copa Ciudad de la Independencia auf das Turnier vorbereitet. Mit der U23 nahm er am Turnier von Toulon 2019 und am olympischen Qualifikationsturnier teil.

## Erfolge
Huachipato
- Chilenischer Meister: 2023